# Bethesda Softworks
Bethesda Softworks LLC es una empresa estadounidense dedicada a la distribución y desarrollo de videojuegos, filial de ZeniMax Media.
Fue fundada en 1986 y actualmente tiene su sede en Rockville, Maryland. Es conocida por sus videojuegos de simulación deportiva, de acción y de rol. Algunos de sus trabajos más conocidos son los videojuegos de la serie The Elder Scrolls, además de otros como DOOM, Fallout 3 y Wolfenstein: The New Order.
En 2020, Microsoft anunció un acuerdo para adquirir el holding ZeniMax Media por 7.5 mil millones de dólares, que se cerró el 9 de marzo de 2021. El trato incluye todo los estudios e IPs que posee la compañía. Ese mismo día se anunció la incorporación de todos los juegos actuales y futuros de Bethesda y sus estudios al servicio de juegos Xbox Game Pass, incluyendo la disponibilidad de los juegos futuros desde el día 1 de su lanzamiento.

## Historia
Desde hace dos décadas, Bethesda Softworks ha sido una compañía desarrolladora y distribuidora de contenidos para el entretenimiento interactivo, principalmente videojuegos para consolas y ordenadores. Fue fundada en 1986 por Christopher Weaver en Bethesda (Maryland), y su sede fue posteriormente desplazada a Rockville (Maryland) en 1990. En 1999, Weaver, junto con su socio Robert A. Altman, fundó ZeniMax Media, quedando Bethesda como filial de dicha empresa. 
Bethesda fue reconocida desde su creación por el desarrollo del primer videojuego de deportes basado en un motor de físicas, Gridiron!, en 1986 para Atari ST, Commodore Amiga y Commodore 64/128. Sus primeros trabajos fueron bien recibidos por parte de la prensa especializada; por ejemplo, en diversos análisis del videojuego Wayne Gretzky Hockey, se le cataloga como «un juego excelente» o, en el caso del análisis de Amiga Computing, «la simulación deportiva más precisa y divertida que he tenido el placer de jugar». La empresa es muy conocida por crear la serie de videojuegos de rol The Elder Scrolls, en base al trabajo original de Julian Lefay. El primer capítulo de la serie, denominado The Elder Scrolls: Arena, fue lanzado en 1994. A partir de ese momento, gracias al éxito cosechado, se publicaron numerosos videojuegos relacionados. Las secuelas directas, Daggerfall, Morrowind, Oblivion, y Skyrim fueron publicadas en 1996, 2002, 2006 y 2011, respectivamente. Además, la serie ha tenido varios spin-offs relacionados: An Elder Scrolls Legend: Battlespire en 1997, The Elder Scrolls Adventures: Redguard en 1998 y The Elder Scrolls Travels: Shadowkey en 2004. El estudio también es conocido por publicar títulos basados en franquicias populares de películas, como The Terminator, Star Trek, Piratas del Caribe o Mad Max.
En 2004, Bethesda Softworks adquirió la serie de videojuegos de rol Fallout, propiedad hasta el momento de Interplay Productions, traspasando el desarrollo de Fallout 3 al estudio interno Bethesda Game Studios. El videojuego fue finalmente lanzado el 28 de octubre de 2008. Al año siguiente desde su lanzamiento, fueron publicadas cinco expansiones de contenido para dicho videojuego: Operation: Anchorage, The Pitt, Broken Steel, Point Lookout, y Mothership Zeta. El 24 de junio de 2009, ZeniMax Media, empresa matriz de Bethesda, adquirió el estudio de desarrollo id Software, cuyos títulos, incluyendo Rage, serían publicados por Bethesda Softworks a partir de ese momento.
En la actualidad, Bethesda continúa ampliando su rama de distribución con nuevas franquicias. En 2009, Bethesda lanzó Wet y Rogue Warrior, y en 2010 la siguiente entrega de la serie Fallout, Fallout: New Vegas, desarrollado por Obsidian Entertainment. En mayo de 2011, la empresa distribuyó dos nuevos títulos, Brink, desarrollado por Splash Damage, y Hunted: The Demon's Forge, un videojuego de acción y fantasía desarrollado por inXile Entertainment.
Microsoft anunció el 21 de septiembre de 2020 que había acordado adquirir ZeniMax por 7,5 mil millones de dólares, y que el acuerdo se cerraría en la segunda mitad de 2021. El 9 de marzo de 2021, Microsoft anunció oficialmente la compra tras el visto bueno de la Unión Europea.

## Productos
A lo largo de su historia, Bethesda Softworks ha estado desarrollando y/o distribuyendo numerosas franquicias de videojuegos.

### Videojuegos desarrollados
Bethesda Softworks ha desarrollado hasta 2001, cuando le tomó el relevo Bethesda Game Studios, los siguientes videojuegos:
| Año  | Título                                 | Género                 | Plataforma(s)                   | Distribuidor       |
| ---- | -------------------------------------- | ---------------------- | ------------------------------- | ------------------ |
| 1986 | Gridiron!                              | Deportes               | Amiga, Atari ST, DOS            | Bethesda Softworks |
| 1988 | Wayne Gretzky Hockey                   | Deportes               | Amiga, Atari ST, DOS, NES       | Bethesda Softworks |
| 1990 | Wayne Gretzky Hockey 2                 | Deportes               | DOS, Amiga                      | Bethesda Softworks |
| 1990 | The Terminator                         | Plataformas, aventura  | DOS                             | Bethesda Softworks |
| 1991 | Wayne Gretzky Hockey 3                 | Deportes               | DOS                             | Bethesda Softworks |
| 1991 | Home Alone                             | Acción                 | NES                             | THQ                |
| 1991 | Where's Waldo?                         | Lógica                 | NES                             | THQ                |
| 1992 | The Terminator 2029                    | Acción, estrategia     | DOS                             | Bethesda Softworks |
| 1993 | The Terminator: Rampage                | Acción                 | DOS                             | Bethesda Softworks |
| 1993 | The Terminator 2029: Operation Scour   | Acción, estrategia     | DOS                             | Bethesda Softworks |
| 1994 | The Elder Scrolls: Arena               | Rol de acción          | DOS                             | Bethesda Softworks |
| 1994 | Delta V                                | Acción                 | DOS                             | Bethesda Softworks |
| 1995 | The Terminator: Future Shock           | Acción                 | DOS                             | Bethesda Softworks |
| 1996 | SkyNET                                 | Acción                 | DOS                             | Bethesda Softworks |
| 1996 | The Elder Scrolls II: Daggerfall       | Rol de acción          | DOS                             | Bethesda Softworks |
| 1997 | An Elder Scrolls Legend: Battlespire   | Rol de acción          | DOS, Windows                    | Bethesda Softworks |
| 1997 | PBA Tour Bowling                       | Deportes               | Windows                         | Bethesda Softworks |
| 1997 | XCar: Experimental Racing              | Simulación de carreras | DOS                             | Bethesda Softworks |
| 1998 | Burnout: Championship Drag Racing      | Carreras               | DOS                             | Bethesda Softworks |
| 1998 | The Elder Scrolls Adventures: Redguard | Rol de acción          | Windows                         | Bethesda Softworks |
| 1999 | NIRA Intense Import Drag Racing        | Carreras               | Windows                         | Bethesda Softworks |
| 1999 | Skip Barber Racing                     | Carreras               | Windows                         | Bethesda Softworks |
| 2000 | IHRA Drag Racing                       | Carreras               | Windows, PlayStation            | Bethesda Softworks |
| 2000 | PBA Tour Bowling 2                     | Deportes               | Windows                         | Bethesda Softworks |
| 2000 | PBA Tour Bowling 2001                  | Deportes               | Windows, Dreamcast (sin lanzar) | Bethesda Softworks |
| 2001 | IHRA Motorsports                       | Carreras               | Windows                         | Bethesda Softworks |
| 2001 | IHRA Drag Racing 2                     | Carreras               | PlayStation 2                   | Bethesda Softworks |